# Райка дивовижна
Райка дивовижна (Pseudis paradoxa) — вид земноводних з роду Pseudis родини Райкові.

## Опис
Загальна довжина досягає 4,5—7 см. Голова трикутна. Очі великі та опуклі. Часто видніються над поверхнею води. Шкіра дуже слизька, тому легко вислизає від ворогів. Лапи великі, з плавальними перетинками між пальцями. Кожен палець має додатковий суглоб, що забезпечує свободу рухів. Забарвлення зеленого кольору з темно-зеленими до оливково-зеленими смугами. У самиць горло яскраве з хаотичними білуватими цяточками.

## Спосіб життя
Дивовижна райка зустрічається в важкодоступних лісових районах, тому розповсюджена досить широко. Віддає перевагу застійним, зарослим рослинністю водоймищам, оскільки в таких місцях їй зручно ховатися. При щонайменшій небезпеці вона блискавично ховається під водою і зачаюється у водних кущах. Усе своє життя вона проводить у воді, і рідко коли вибирається на берег. Вона постійно перебуває в русі, а коли відпочиває, то на поверхні води видніються лише її великі очі і ніздрі. Звуки, що їх видають дивовижні райки, нагадують виск поросят.
Пуголовки дивовижної райки живляться різноманітним рослинним кормом. Дорослі особини поїдають дрібних водних тварин, яких вони сполохують з мулистого дна водоймища і проковтують. Пальцями передніх кінцівок викопує з донного мулу дрібних ракоподібних. Пуголовкам, які стрімко ростуть, потрібно набагато більше корму, ніж дорослим райкам. Вони постійно зайняті пошуками їжі.
Вода для цієї райки є місцем розмноження і вирощування потомства. Шлюбний період починається у сезон дощів. Самиця відкладає яйця у калюжі. Пуголовки сягають 27 см. Під час метаморфозу пуголовка втрачає зябра, у неї розвиваються легені. Водночас виростають кінцівки, а округла форма видозмінюється в коротке, незграбне тіло жаби з широкою головою і опуклими очима. Хвіст коротшає, і пуголовка щоденно зменшується у розмірах. Доросла особина виглядає, як райка середнього розміру, довжина якої складає всього 1/4 розміру пуголовки.

## Розповсюдження
Мешкає у Колумбії, Венесуелі, Гаяні, Суринамі, Гвіані, Перу, Бразилії, Болівії, а також на о. Тринідад.